# Всесоюзне товариство філателістів

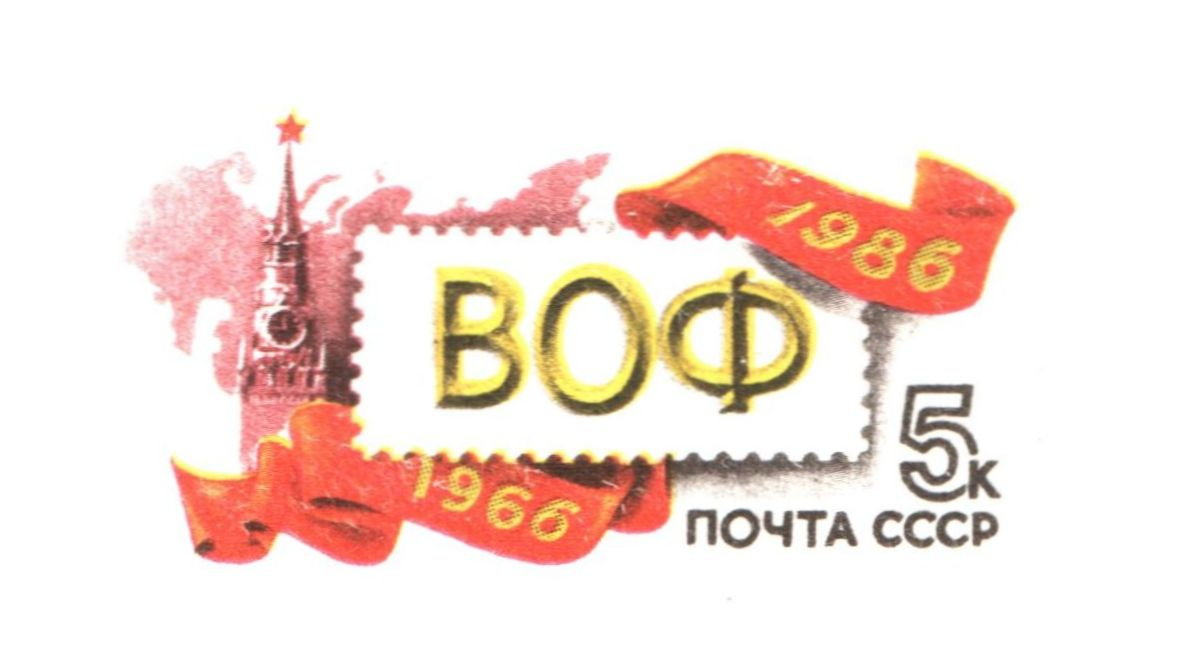
Оригінальна марка СРСР «20 років ВТФ» (1986)

Всесоюзне товариство філателістів (ВТФ) (рос. Всесоюзное общество филателистов (ВОФ)) — добровільна культурно-освітня організація, що об'єднувала філателістів СРСР.  В 1989 році ВТФ перейменовано в Союз філателістів СРСР, а в 1992 році в Союз філателістів Росії.

## Історія створення
Утворена 11 березня 1966 р. в Москві на установчій конференції, делегати якої представляли 170 місцевих товариств колекціонерів, гуртків і клубів. Конференція, що стала І з'їздом ВТФ, прийняла статут, обрала Правління та ревізійну комісію товариства. На ІІ з'їзді ВТФ 8 жовтня 1970 р. в статут було внесено деякі зміни. З'їзд заслухав та обговорив звітну доповідь голови Правління Е. Т. Кренкеля і прийняв розгорнуте рішення про дальші завдання товариства. На з'їзді обрано новий склад Правління, яке знову очолив Е. Т. Кренкель. Після смерті Кренкеля (грудень 1971 р.) розширений пленум товариства в кінці березня 1972 р. обрав головою Правління народного художника РРФСР лауреата Державної премії СРСР Анатолія Никифоровича Яр-Кравченка.

## Діяльність

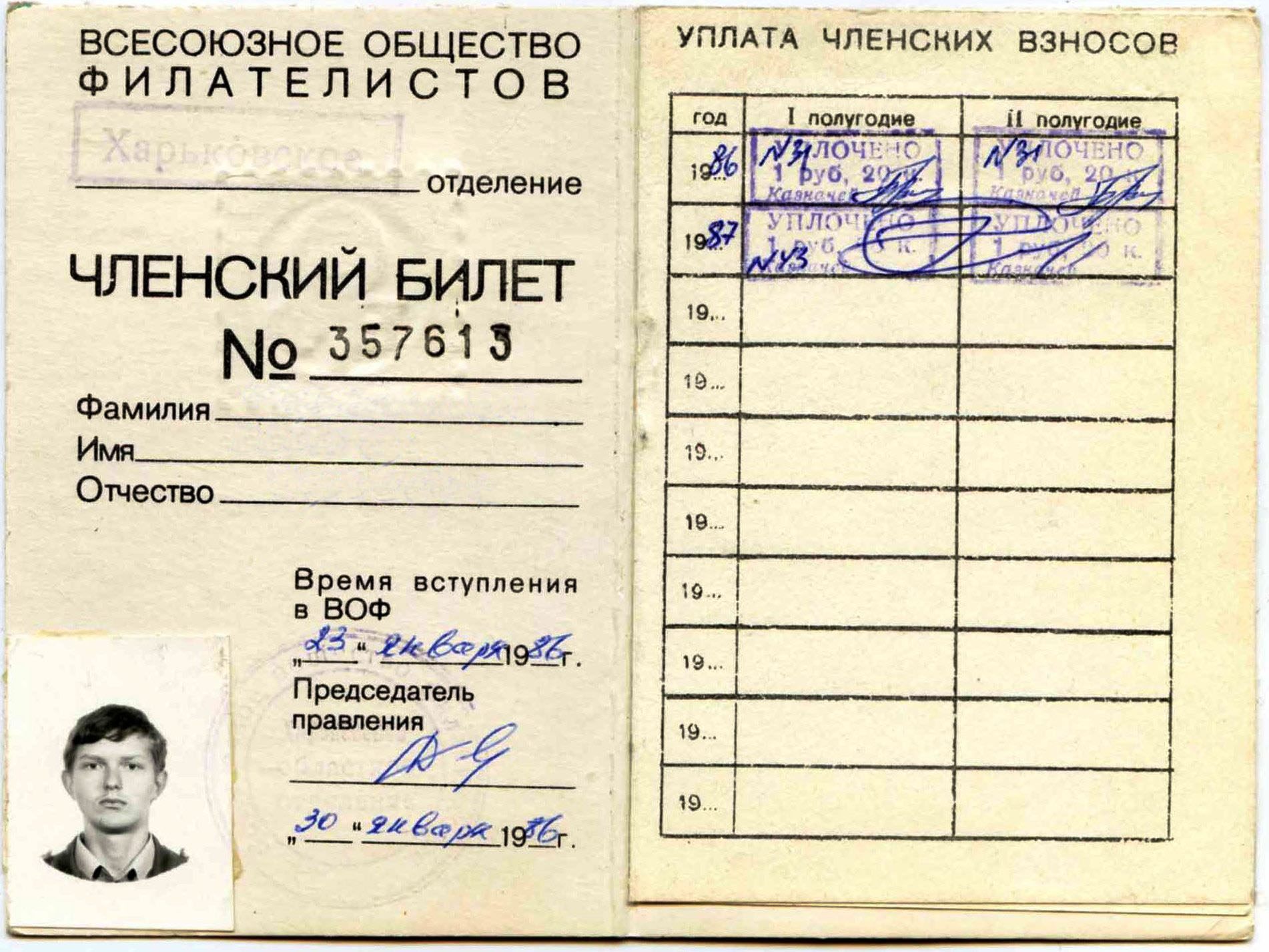
Членський квиток, виданий Харківським відділенням ВТФ у 1986 р.

ВТФ проводило різноманітну роботу по використанню філателії. Через свої відділення, секції, гуртки та клуби організовувало доповіді, лекції, бесіди, пропагував колекціонування в пресі, по радіо і телебаченню;
- скликало всесоюзні та зональні наради-семінари організаторів філателії і керівників юнацьких секцій; проводив філателістичні виставки — від невеликих (на підприємствах, в установах, навчальних закладах) до всесоюзних;
- керувало участю радянських філателістів у міжнародних виставках;
- зміцнював дружні зв'язки із зарубіжними філателістичними організаціями.

ВТФ здійснювало свою діяльність у тісному контакті з іншими громадськими та державними організаціями. Разом з Міністерством зв'язку СРСР воно видавало щомісячний журнал "Филателия СССР", щорічник "Советский коллекционер", випускало різноманітну філателістичну літературу, методичні посібники, організовувало науково-дослідницьку роботу. ВТФ надавало допомогу своїм членам у колекціонуванні, вивченні колекційних матеріалів і в постачанні ними. В члени товариства приймались всі бажаючі громадяни СРСР, що досягли 16-річного віку.

## Структура
Вищим органом ВТФ був Всесоюзний з'їзд, що скликався раз на чотири роки. З'їзд заслуховував і затверджував звіти про діяльність Правління і ревізійної комісії ВТФ, приймав і вносив зміни до статуту товариства, визначав чергові завдання ВТФ, обирав Правління і ревізійну комісію. У період між з'їздами всією діяльністю товариства керувало Правління ВТФ. Для організації і керівництва роботою в період між пленумами Правління ВТФ обиралась Президія.
Правління мало штатні відділи (преси і пропаганди, організаційно-масовий, виставочний, роботи з юними філателістами, загальний та фінансовий) і громадські ради та комісії. Це Рада по керівництву юнацькою секцією ВТФ, до якої входили досвідчені педагоги, методисти, представники ЦК ВЛКСМ, Міністерства освіти СРСР; Рада по наукових дослідженнях та експертизі, що складалась з відомих філателістів-дослідників і спеціалістів-експертів. Працювали комісії: преси і пропаганди, організаційно-масова, виставочна та ін.